# Jerônimo de Mendonça Furtado
Jerónimo de Mendonça Furtado e Albuquerque (bap. Setúbal, São Simão, 14 de agosto de 1630 - Goa) foi um administrador colonial português.

## Biografia
Filho de Pedro de Mendonça Furtado e de sua segunda mulher Antónia de Mendonça e Albuquerque.
Após ter servido nas lutas da Guerra da Restauração, foi nomeado Capitão-General e Governador da capitania de Pernambuco, alcunhado o Xumbergas por usar um bigode imitando Frederico Armando, Conde e Duque de Schomberg, 1.° Conde de Mértola, o que, mais tarde, originou a palavra "bregas" no Brasil.
Assume o Governo da Capitania a 5 de março de 1664 e, após dois anos na sua administração, é preso pela Câmara e pelos homens principais da terra na Rua de São Bento, em Olinda, ao entardecer de 31 de agosto daquele ano. Logo é enviado a Lisboa devido aos seus desmandos e acusações de corrupção. Ao chegar ao Reino de Portugal, foi solto após alegarem que as provas contra ele terem sido obtidas ilegalmente.
Anos depois, após se envolver em uma conspiração contra o Rei D. Afonso VI de Portugal, é condenado ao degredo em África.